# Phare de Kinnaird Head
Le phare de Kinnaird Head actuel est un phare construit au bout de la péninsule de Kinnaird Head (en Gaélique écossais : An Ceann Àrd) à Fraserburgh dans l'ancien comté d'Aberdeenshire (maintenant intégré dans le Grampian, au nord-est de l'Écosse. Il remplace le premier phare, qui est maintenant le Musée des phares d'Écosse. Cet ancien château du 16e siècle reconverti en phare en 1787, ainsi que la Winetower , sont des bâtiments monuments classés du Royaume-Uni de catégorie A.
Ce phare est géré par le Northern Lighthouse Board (NLB) à Édimbourg, l'organisation de l'aide maritime des côtes de l'Écosse.

## Histoire

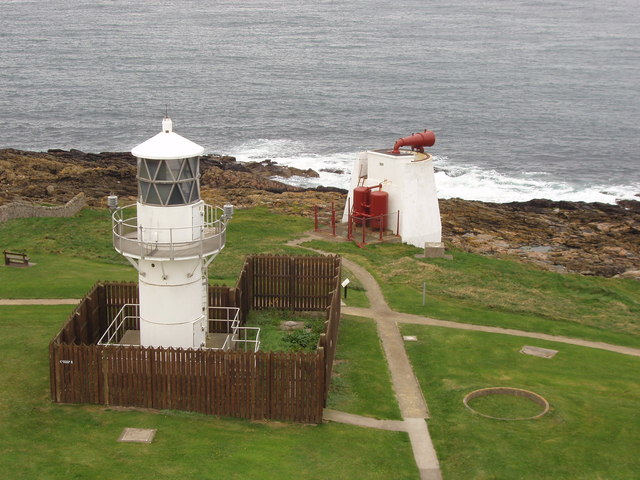
L'ancienne lanterne et la corne de brume

La première lumière établie à Kinnaird Head le fut par l'ingénieur écossais Thomas Smith le 1er décembre 1787. La lanterne a été placée à 37 m au-dessus de la mer sur une tour du vieux château. Les lampes à huile de baleine produisaient une lumière fixe, chacune soutenue par un réflecteur parabolique. Kinnaird Head était la lumière la plus puissante de son époque, et contenait 17 réflecteurs disposés sur trois niveaux horizontaux. Il avait une portée de 19 à 23 km.
En 1824, une nouvelle tour est construite à la place de la tour d'origine du château. une nouvelle lanterne avec réflecteur a été installée par l'ingénieur civil écossais Robert Stevenson.
En 1851, le fils de Robert, Alan Stevenson, y installa une lentille dioptrique de premier ordre. La lentille donnait une lumièreencore fixe. Le site a été amélioré en 1853 avec la construction des logements des gardiens conçus par les frères David et Thomas Stevenson. En 1902, David et Alan Stevenson
installèrent un appareil à lentilles clignotantes. La lentille de Fresnel hyper-radiale donnait un éclair toutes les quinze secondes et était visible pour 25–27 miles. Elle a été conçue par David et son frère Charles Alexander Stevenson, et a été réalisée par les Chance Brothers (en). Seuls neuf lumières écossaises ont reçu un système hyper-radial, l'îlot d'Hyskeir et Kinnaird Head étant les seules stations à conserver ce système aujourd'hui. Une corne de brume a également été construite et fut opérationnelle à partir de 1903 donnant un souffle de 7 secondes toutes les 90 secondes.
En 1906 la lumière a été convertie avec une lampe à incandescence. En 1929 Kinnaird Head a reçu la première balise radio d'Écosse. Le signal de brouillard a été interrompu en 1987, bien que la corne soit toujours en place. Une nouvelle lumière automatique a été établie en 1991 à côté du phare.
En 2012, le vieux phare de Kinnaird Head a été réallumé pour deux célébrations d'anniversaire. D'abord, le 2 juin 2012, pour le Jubilé de diamant d'Élisabeth II et le 1er décembre 2012 pour célébrer le 225e anniversaire de la station de Kinnaird Head. À cette occasion, Kinnaird Head fut le seul phare habité dans les îles britanniques. Les deux événements ont été organisés par le Musée des phares écossais.

### Lien connexe
- Liste des phares en Écosse